# Ligny-Haucourt
Ligny-Haucourt est une ancienne commune française créée en 1973, après la fusion des communes Ligny-en-Cambrésis et Haucourt-en-Cambrésis. En 1997, ces dernières retrouvent leur indépendance, et Ligny-Haucourt est supprimée.